# Padang Lebar (Pino)
Padang Lebar is een bestuurslaag in het regentschap Bengkulu Selatan van de provincie Bengkulu, Indonesië. Padang Lebar telt 1112 inwoners (volkstelling 2010).